# 伊万里市立二里小学校
伊万里市立二里小学校（いまりしりつにりしょうがっこう）は佐賀県伊万里市二里町大里にある市立の小学校。

## 概要

### 歴史
1873年（明治6年）に「大里小学校」・「中里小学校」として創立。数回の改組・改称を経て、統合されたのは1908年（明治41年）。現校名になったのは1954年（昭和29年）。2023年（令和5年）に創立150周年を迎える。

### 校訓
「心きびきび 精いっぱい」

### 校章
佐賀藩鍋島家の家紋を背景にして、校名の「二里小」の文字（縦書き）を置いている。

### 通学区域
住所表記で伊万里市の後に「二里町（西八、川東、大里、福母、内の馬場、金武、作井手、古子、中田、吉野、川内）」が続く地域。

## 沿革
- 1873年（明治6年）2月 - 「大里小学校」と「中里小学校」の2校が創立。
- 1884年（明治17年）- 八谷搦（はちやがらみ）に大里小学校の分教場が設置される。
- 1886年（明治19年）- 小学校令の施行により、尋常科（4年制）を設置の上、「尋常大里小学校」・「尋常中里小学校」に改称。
- 1892年（明治25年）- 「大里尋常小学校」・「中里尋常小学校」に改称。大里小学校の八谷搦分教場を廃止。
- 1902年（明治35年）- 「二里第一尋常小学校」・「二里第二尋常小学校」に改称[2]。
- 1907年（明治40年）- 小学校令改正により、義務教育年限（尋常科の修業年限）が4年から6年に延長される。
- 1908年（明治41年）- 2校を統合の上、「二里尋常小学校」に改称。旧・大里小を本校、旧・中里小を分校とする。
- 1912年（明治45年）- 大里畑開に新校舎が完成。旧2校の校舎を廃止。
- 1914年（大正3年）- 高等科（2年制）を併置の上、「二里尋常高等小学校」に改称。
- 1915年（大正4年）- 現在地に校舎を改築し、移転。
- 1941年（昭和16年）4月1日 - 国民学校令の施行により、「二里村国民学校」に改称。尋常科を初等科に改める（初等科6年・高等科2年）。
- 1947年（昭和22年）4月1日 - 学制改革（六・三制）の実施により、国民学校初等科が「二里村立二里小学校」に改組・改称。
  - 国民学校高等科は青年学校普通科と統合され、新制中学校「二里村立二里中学校」に改組された。
  - 中学校校舎完成までの間、小学校校舎一部を貸与。
- 1954年（昭和29年）4月1日 - 町村合併により、伊万里市が市制施行。これにより「伊万里市立二里小学校」（現校名）に改称。
- 1958年（昭和33年）4月1日 - 中学校の統合により、伊万里市立国見中学校校区となる。
- 2015年（平成27年）9月30日 - 新校舎が完成。

## 主な進学先
中学校区は伊万里市立国見中学校。

## アクセス

### 最寄りの鉄道駅
- 松浦鉄道（MR）西九州線
  - 「川東駅」
  - 「金武駅」
- 校地・校舎は川東駅と金武駅のほぼ中間に位置している。

### 最寄りのバス停留所
- 西肥自動車「二里小学校前」バス停留所

### 最寄りの幹線道路
- 国道202号 「二里小学校前」交差点

## 周辺
- 伊万里市二里コミュニティセンター
- 伊万里警察署二里警察官駐在所
- 有田川

## 参考資料
- 「伊万里市史 教育・人物編」（2003年（平成15年）3月31日発行, 伊万里市）p.374 - p.377